# Вістка (Мазовецьке воєводство)
Вістка (пол. Wistka) — село в Польщі, у гміні Пшисуха Пшисуського повіту Мазовецького воєводства.
Населення — 264 особи (2011).
У 1975-1998 роках село належало до Радомського воєводства.

## Демографія
Демографічна структура станом на 31 березня 2011 року:
|          | Загалом | Допрацездатний вік | Працездатний вік | Постпрацездатний вік |
| -------- | ------- | ------------------ | ---------------- | -------------------- |
| Чоловіки | 132     | 36                 | 73               | 23                   |
| Жінки    | 132     | 29                 | 62               | 41                   |
| Разом    | 264     | 65                 | 135              | 64                   |